# Astrosocjologia

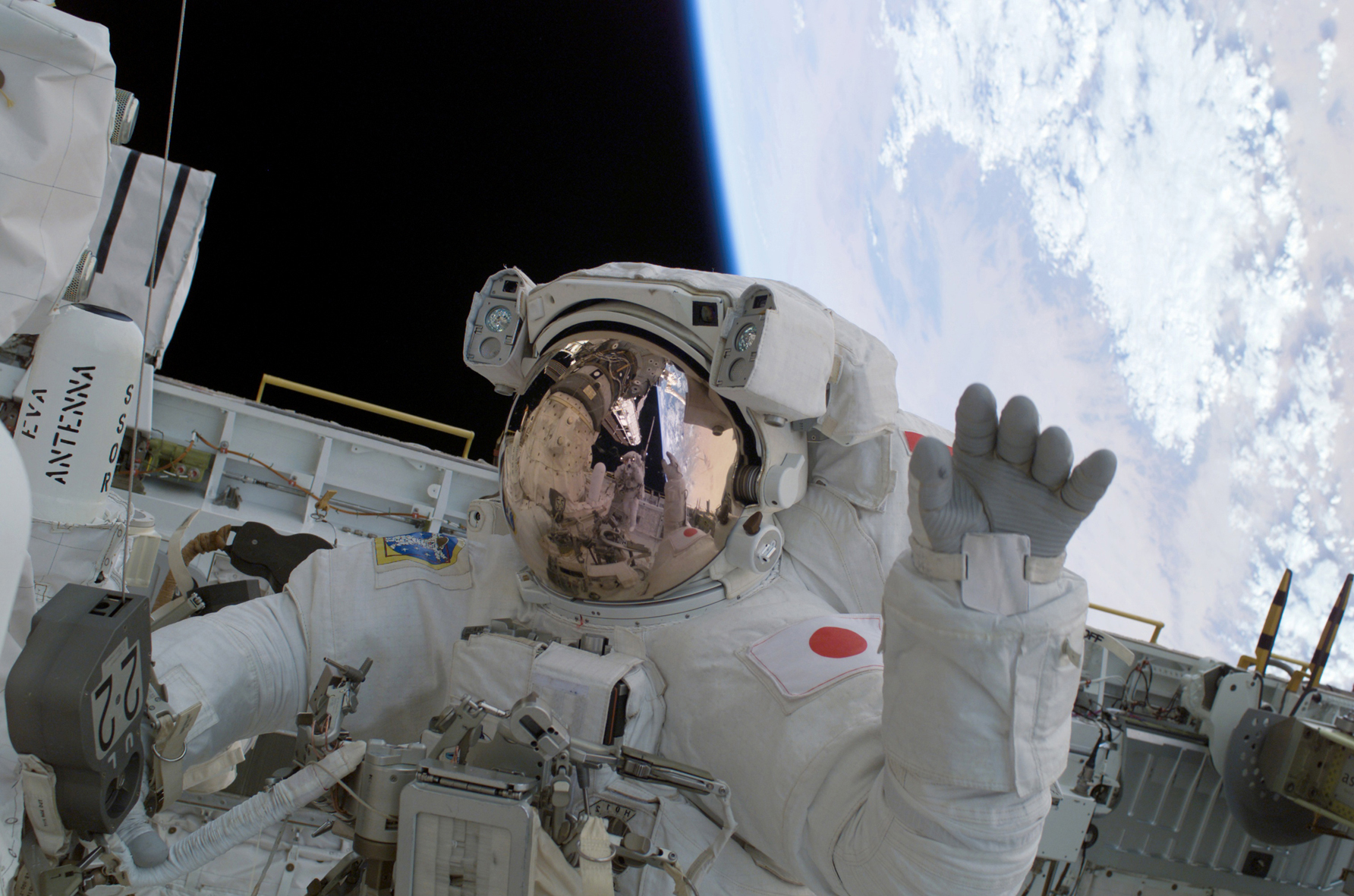
Japoński astronauta Sōichi Noguchi podczas misji STS-114

Astrosocjologia – interdyscyplinarna dziedzina nauk społecznych zajmująca się badaniem relacji między przestrzenią kosmiczną a społeczeństwem. Łączy w sobie elementy socjologii oraz nauk związanych z przestrzenią kosmiczną, dążąc do zrozumienia wpływu, jaki społeczeństwo wywiera i może wywierać poza granicami Układu Słonecznego.
Astrosocjologia koncentruje się na eksploracji kosmosu oraz powiązanych z nią zagadnieniach, analizując równocześnie społeczne i kulturowe wymiary przestrzeni kosmicznej z perspektywy cywilizacji ludzkiej.

## Historia
Astrosocjologia wyłoniła się jako poddziedzina socjologii i interdyscyplinarny obszar badań w 2003 roku, z zamiarem analizowania dwukierunkowej relacji między przestrzenią kosmiczną a społeczeństwem, określanej mianem zjawisk astrosocjalnych (obejmujących m.in. wzorce społeczne, kulturowe i behawioralne powiązane z kosmosem). W 2008 roku amerykański socjolog Jim Pass powołał do życia Astrosociology Research Institute, będący instytutem badawczym o charakterze non-profit, którego celem jest astrosocjologi.

## Główne obszary badań

### Komercjalizacja przestrzeni kosmicznej
Współczesny proces globalizacji wykracza poza Ziemię, obejmując również komercjalizację przestrzeni kosmicznej. Z perspektywy kapitalistycznej, w tym neoliberalnej, przestrzeń kosmiczna postrzegana jest jako niewykorzystany zasób możliwy do uprzedmiotowienia rynkowego. Tendencja ta stanowi zwrot względem wcześniejszej epoki wyścigu kosmicznego i astropolityki zimnowojennej, prowadząc ku nowej erze prywatyzacji sektora kosmicznego. Przykładami tego procesu są działalność firm takich jak Blue Origin i SpaceX, które oferują odpłatne usługi kontraktowe dla instytucji publicznych jak, chociażby NASA.

### Życie pozaziemskie
Kwestia istnienia życia pozaziemskiego stanowi zarówno przedmiot badań naukowych, jak i debat społecznych. Dyscypliny takie jak astrobiologia czy geologia planetarna dążą do jego odkrycia, podczas gdy astrosocjologia zajmuje się społecznymi implikacjami potencjalnego kontaktu z życiem pozaziemskim, od wpływu na systemy religijne po konsekwencje ekonomiczne.
Badania te obejmują również analizę relacji pomiędzy hipotetycznymi środowiskami pozaziemskimi a globalnymi systemami ekologicznymi na Ziemi. Wzajemne oddziaływanie tych układów stanowi jeden z kluczowych paradygmatów badawczych współczesnej astrosocjologii.

### Cywilizacje ludzkie poza Ziemią
Jednym z centralnych zagadnień astrosocjologii jest obecność ludzkiej populacji poza Ziemią. Już w 2006 roku Jim Pass prognozował wysokie prawdopodobieństwo utworzenia stałych kolonii kosmicznych w XXI wieku, uznając je za nieuniknioną rzeczywistość. Systemy społeczne funkcjonujące poza Ziemią podlegać będą wpływom technologii, w tym programów takich jak rozwój rakiety Starship czy Deep Space Transport. Zagadnieniem badawczym staje się również czas jako konstrukt społeczny przez jego postrzeganie i mierzenie w warunkach pozbawionych ziemskiego cyklu dnia i nocy.
Ekspansja ludzkości poza Ziemię generować będzie nowe wymiary astrosocjalne i astropolityczne. Szczególną uwagę poświęca się percepcji społecznej przestrzeni kosmicznej oraz przejściu od traktowania jej jako zewnętrznej względem społeczeństwa do uznania jej za jego integralną część.

### Eksploracja kosmosu
Analiza przyszłej ekspansji człowieka na Księżyc, Marsa i inne ciała niebieskie wymaga uwzględnienia czynników socjologicznych towarzyszących kolejnym etapom eksploracji. Studium dotychczasowych misji kosmicznych, głównie relacji władzy w grupach astronautów czy harmonogramów pracy i odpoczynku pozwala wyciągnąć wnioski przydatne dla planowania przyszłych załogowych lotów kosmicznych. W dobie postępującej eksploracji przestrzeni kosmicznej astrosocjologia koncentruje się na mikroskali życia społecznego w warunkach mikrograwitacji, czego przykładem są badania nad funkcjonowaniem Międzynarodowej Stacji Kosmicznej oraz planowanych misji długoterminowych.